# Josias Hartmann
Josias Hartmann, född 3 april 1893 i Graubünden, död 29 oktober 1982 i Genève, var en schweizisk sportskytt.
Hartmann blev olympisk bronsmedaljör i gevär vid sommarspelen 1924 i Paris.